# Laurière (tổng)
Tổng Laurière là một tổng của Pháp tọa lạc tại tỉnh Haute-Vienne trong vùng Nouvelle-Aquitaine của Pháp.

## Địa lý
Tổng này được tổ chức xung quanh Laurière trong quận Limoges. Độ cao khu vực này là 285 m (Bersac-sur-Rivalier) đến 701 m (Saint-Léger-la-Montagne) độ cao trung bình trên mực nước biển là 468 m.

## Hành chính
| Giai đoạn | Ủy viên      | Đảng | Tư cách |
| --------- | ------------ | ---- | ------- |
| 2001-2008 | Louis Balard | PCF  |         |

## Phân chia đơn vị hành chính
Tổng Laurière được chia thành 6 xã và khoảng 3 435 người (điều tra dân số năm 1999 không tính trùng dân số).
| Xã                        | Dân số | Mã bưu chính | Mã insee |
| ------------------------- | ------ | ------------ | -------- |
| Bersac-sur-Rivalier       | 631    | 87370        | 87013    |
| Jabreilles-les-Bordes     | 229    | 87370        | 87076    |
| La Jonchère-Saint-Maurice | 774    | 87340        | 87079    |
| Laurière                  | 578    | 87370        | 87083    |
| Saint-Léger-la-Montagne   | 342    | 87340        | 87159    |
| Saint-Sulpice-Laurière    | 881    | 87370        | 87181    |

## Thông tin nhân khẩu
| 1962                                                     | 1968  | 1975  | 1982  | 1990  | 1999  |
| -------------------------------------------------------- | ----- | ----- | ----- | ----- | ----- |
| 4 532                                                    | 4 951 | 4 448 | 4 125 | 3 615 | 3 435 |
| Nombre retenu à partir de 1962 : dân số không tính trùng |       |       |       |       |       |